# Rysk mas
Rysk mas är ett ryskt kortspel för två spelare. Det är till skillnad mot de allra flesta kortspel ett spel med fullständig information, vilket innebär att de båda spelarna har full kännedom om hur korten är fördelade. 
I given delas korten upp mellan spelarna enligt en speciell procedur, som innebär att spelarnas händer blir symmetriska med varandra: den ene spelarens hjärterkort motsvarar i antal och valörer exakt den andres spaderkort och vice versa, och motsvarande gäller för ruter respektive klöver. Korten ligger med framsidan uppåt framför respektive spelare. Antalet kort som man spelar med kan vara 24, 28 eller 32.
Spelarna turas om att spela ut kort, som motståndaren antingen sticker över genom att spela ett högre kort i samma färg, alternativt ett trumfkort, eller tar upp på handen tillsammans med alla tidigare spelade kort. Den spelare som först blivit av med alla sina kort har vunnit.
Det svenska namnet på spelet kommer av att det har några beröringspunkter med kortspelet mas (mer känt under benämningen skitgubbe).